# Паруса (фильм)
«Паруса» (латыш. Buras) — телевизионный двухсерийный художественный фильм режиссёра Иманта Кренбергса. Снят по заказу Гостелерадио СССР на Рижской киностудии в 1977 году.

## Сюжет
Фильм рассказывает о жизни первокурсников мореходного училища, вчерашних школьниках, постепенно преодолевающих трудный путь к овладению морской профессией. Воспитатель курса — бывший военный морской офицер Вайварс пытается привить ребятам главное, по его мнению, качество моряка — быть всегда готовым отвечать за любой из своих поступков.
Перед трудным выбором стоит курсант Сосновский. Он никак не может решить, что для него важнее — море или музыка, занятию которой он отдал не один год упорного труда. После неудачного розыгрыша с телеграммой ему грозит отчисление из училища. На помощь растерявшемуся подростку приходят Вайварс и друзья-курсанты.

## В ролях
- Имантс Скрастиньш — Юрис Вайварс
- Гундарс Аболиньш — Стас Сосновский
- Роландс Загорскис — Андрис Озолиньш
- Татьяна Поппе — Женя Комаровская
- Владимир Жук — Звездин
- Рубен Карапетян — Марат Акопян
- Нормунд Озолиньш — Янис Скруминьш
- Михаил Забочий — Саша Валдманис
- Дайла Илтнере — Марта
- Радион Гордиенко — капитан
- Валдемар Зандберг — Сергей Георгиевич
- Валентина Старжинская — Альбина Ивановна
- Михаил Хижняков — офицер
- Альберт Цирулис — доктор
- Каспарс Пуце — спекулянт
- М. Зусмане — мать Юриса

В фильме снимались курсанты Рижского, Лиепайского мореходных училищ и экипаж учебно-парусного судна «Крузенштерн».

## Съёмочная группа
- Авторы сценария: Александр Гусельников, Владимир Лобанов
- Режиссёр-постановщик: Имантс Кренбергс
- Оператор-постановщик: Андрис Селецкис
- Композитор: Имантс Калныньш
- Художник-постановщик: Зинта Гаумига
- Звукооператор: Анна Патрикеева
- Режиссёр: Ю. Целмс
- Оператор: И. Хофманис
- Художник по костюмам: Л. Брауне
- Художник-гримёр: Э. Нориете
- Монтажёр: Эрика Мешковска
- Редактор: И. Черевичник
- Музыкальный редактор: Николай Золотонос
- Консультанты: В. Шишкин, У. Асарис
- Директор: Т. Зуева